# کاسپر یورنسن
کاسپر یورنسن (دانمارکی: Casper Jørgensen؛ زادهٔ ۲۰ اوت ۱۹۸۵) دوچرخه‌سوار اهل دانمارک است.
وی در مسابقات کشوری و بین‌المللی در مجموع برندهٔ ۱ مدال نقره شده‌است.